# Mętno Małe
Mętno Małe [ˈmɛntnɔ ˈmawɛ] là một ngôi làng thuộc khu hành chính của Gmina Chojna, thuộc hạt Gryfino, West Pomeranian Voivodeship, ở phía tây bắc Ba Lan, gần biên giới Đức.
Trước năm 1945, khu vực này là một phần của Đức. Đối với lịch sử của khu vực, xem Lịch sử của Pomerania.
Làng có dân số 85 người.